# Woodsboro (Texas)
Woodsboro is een plaats (town) in de Amerikaanse staat Texas, en valt bestuurlijk gezien onder Refugio County.

## Demografie
Bij de volkstelling in 2000 werd het aantal inwoners vastgesteld op 1685.
In 2006 is het aantal inwoners door het United States Census Bureau geschat op 1619, een daling van 66 (-3,9%).

## Geografie
Volgens het United States Census Bureau beslaat de plaats een oppervlakte van
2,0 km², geheel bestaande uit land. Woodsboro ligt op ongeveer 13 m boven zeeniveau.

## Plaatsen in de nabije omgeving
De onderstaande figuur toont nabijgelegen plaatsen in een straal van 32 km rond Woodsboro.